# Irlbachia plantaginifolia
Irlbachia plantaginifolia är en gentianaväxtart som beskrevs av Bassett Maguire. Irlbachia plantaginifolia ingår i släktet Irlbachia och familjen gentianaväxter. Inga underarter finns listade i Catalogue of Life.